# Ambika Mod
Ambika Bhakti Mod (* 2. Oktober 1995 in Hatfield) ist eine britische Schauspielerin, Stand-up-Komikerin und Autorin.

## Leben und Karriere
Mod ist Tochter aus Indien stammender Einwanderer. Sie wuchs in Potters Bar (Hertfordshire) auf und besuchte die Dame Alice Owen’s School. Sie erwarb am St Mary’s College der Durham University einen Bachelor of Arts im Fach English Studies. Über ihre Universität trat sie 2015 während des Edinburgh Festivals auf und war 2017 Präsidentin einer Universitätsgruppe auf dem Festival. Mod begann schon an der Durham University zu schreiben und an Aufführungen mitzuwirken. Sie kam über eigene Stand-up Vorstellungen zum Schauspiel.
In ihrer ersten größeren Rolle vor der Kamera spielte sie 2022 Shruti Acharya, eine Assistenzärztin, in der TV-Serie This Is Going to Hurt. Sie übernahm anschließend die Hauptrolle in der britischen Mini-Serie One Day, die auf einem Roman von David Nicholls beruht und 2024 von der Filmplattform Netflix ausgestrahlt wurde. Die Serie erfreute sich direkt nach ihrer Erstausstrahlung großer Beliebtheit.
Über ihre Darstellung in One Day als Emma Morley schrieb Shannon Connellan auf mashable.com, es sei eine „complex, lived-in performances from Ambika Mod“ (komplexe und lebendige Darstellung von Ambika Mod) und „Mod is truly outstanding as the deeply relatable Emma“ (Mod ist wirklich hervorragend in der Rolle der zutiefst sympathischen Emma). Anspruchsvoll sei die Rolle, da die Serie eine Beziehung zweier Hochschulabsolventen über einen Zeitraum von 20 Jahren beschreibe und die Veränderung und Reifung dieser jungen Menschen verfolge. Chitra Ramaswarmy kommentierte Mods Rolle in The Guardian: „Ambika Mod … is such a revelation that it is hard to believe this is her first lead role.“ (Ambika Mod ist eine solche Offenbarung, dass es schwer zu glauben ist, dass dies ihre erste Hauptrolle ist).
Neben ihrer Arbeit als Filmschauspielerin tritt sie auch mit improvisierten Comedy-Vorstellungen bei The Free Association in London auf.
In Anerkennung ihrer schauspielerischen Leistungen wurde sie 2022 mit dem britischen BAFTA Breakthrough Award für Newcomer ausgezeichnet. Eigenen Angaben zufolge möchte sie noch stärker schriftstellerisch tätig werden und auch Regie führen.

## Auszeichnungen
- 2020 Semi-Finalistin beim Funny Women Stage Award[7]
- 2022 BAFTA Breakthrough Award[8]
- 2023 RTS (Royal Television Society) Award für die beste weibliche Nebenrolle in This is Going to Hurt[9]

## Filmografie
- 2018: Fair Bnb (Kurzfilm)[10]
- 2019: The Mash Report (Serie)
- 2019: Granddaughter (Kurzfilm)
- 2020: The Bait (Serie)
- 2021: Trying (Serie)
- 2022: I Hate Suzie
- 2022: Pet Name
- 2022: This Is Going to Hurt (Serie) als Shruti Acharya
- 2024: One Day (Serie) als Emma Morley
- 2025: Black Bag – Doppeltes Spiel (Black Bag)